# Мало (мбанго)
Мало (бл. д/н — 1568) — 3-й мбанго (володар) Багірмі в 1548—1568 роках.

## Життєпис
Походив з династії Кенга. Посів трон 1548 року після смерті мбанго Лубатко. Зосередив зусилля на адміністративних реформах, намагаючись зміцнити владу над підкореними племенами, систематизувати опадаткування. Багато запозичив для цього від султанату Яо та імперії Борну.
В релігійній політиці заклав основи переходу від анімізму до ісламу. активно запрошувавдо держави мусульманських проповідників. Втім є суперечливим коли саме Мало прийняв іслам. Підтримував перетворення міст Бідрі та Абу-Ґерн на значні центри ісламського навчання.
Помер 1568 року. Йому спадкував Абдалла.